# هنري لي (اقتصادي)
هنري لي (بالإنجليزية: Henry Lee)‏ هو اقتصادي أمريكي، ولد في 1782 في بيفرلي في الولايات المتحدة، وتوفي في 1867 في بوسطن في الولايات المتحدة.